# Disney Springs
Disney Springs, antigamente chamada de Downtown Disney é um centro de compras, restaurantes, teatro e outros tipos de entretenimento pertencente à Walt Disney Company e localizado no complexo Walt Disney World. Situa-se na cidade de Bay Lake, Flórida, próxima de Orlando. O complexo foi inaugurado em 22 de março de 1975, tendo sido inicialmente nomeado como Lake Buena Vista Shopping Village. Em 1977 mudou de nome para Walt Disney World Village, em 1989 para Disney Village Marketplace e em 1997 para Downtown Disney. Em 2015 foi anunciada uma grande reforma na área do complexo e em 29 de setembro passou a se chamar Disney Springs.
O complexo atual inclui quatro áreas: West Side, The Landing, Town Center e Marketplace. Ele fica aberto o ano todo e a entrada é gratuita, incluindo o estacionamento. Ônibus e táxis aquáticos operados pela Disney levam visitantes dos hotéis e parques temáticos até este centro de forma gratuita.
Um espetáculo do Cirque du Soleil, a atração Disney Quest, o restaurante Planet Hollywood e um cinema são algumas das atrações do local.

## História

### Início e mudanças de nomes

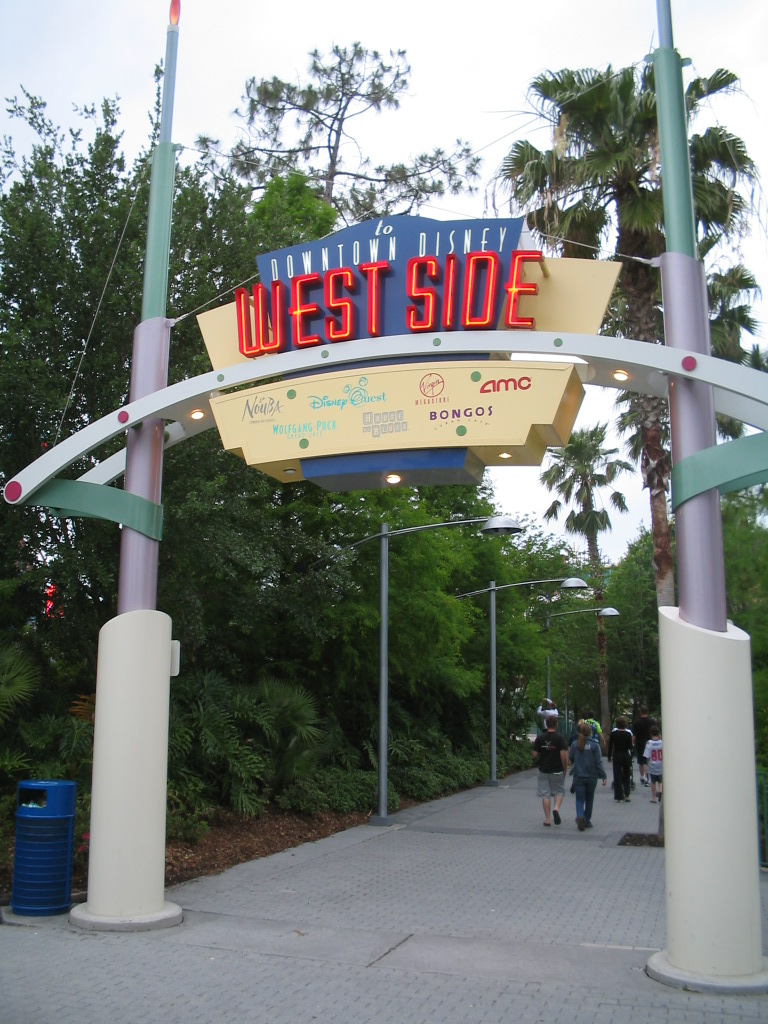
Entrada de West Side

O Lake Buena Vista Shopping, inaugurado em 22 de março de 1975, foi originalmente visionado como uma área de compras para moradores locais. Entretanto, com a construção de mais quartos de hotel na região, o complexo começou a visar os hóspedes do Walt Disney World Resort e, somente 2 anos após a inauguração, o complexo mudou de nome para Walt Disney World Village. Com o passar do tempo, a estratégia da Disney era manter os hóspedes o máximo de tempo possível dentro do complexo Disney, então as opções deveriam ser cada vez maiores.
Para competir com as casas noturnas do centro de Orlando, a Disney anunciou a criação da área Pleasure Island no complexo, com casas noturnas de qualidade e opções para a programação noturna dos visitantes. Ela foi inaugurada em 1 de maio de 1989, no mesmo dia da abertura do parque temático Disney's Hollywood Studios (na época, Disney-MGM Studios). Um ano mais tarde, o complexo foi renomeado para Disney Village Marketplace.
No meio da década de 1990, o crescimento do complexo Walt Disney World potencializou uma futura expansão, com investimentos da ordem de 1 bilhão de dólares. em 20 de junho de 1995, mais expansões foram anunciadas para a área e o Disney Villa Marketplace e Pleasure Island foram combinados numa nova marca chamada de Downtown Disney, em 7 de setembro de 1997. Em 15 de setembro deste ano, Downtown Disney sofreu uma expansão para a área West Side, de 27 hectares, abrindo mais opções de restaurantes e compras. O espetáculo La Nouba do Cirque du Soleil, um dos poucos espetáculos permanentes do grupo foi aberto, assim como Disney Quest, uma área de jogos eletrônicos. A loja World of Disney tamb´´em foi inaugurada neste ano, tornando-se a maior loja da Disney do mundo, além da expansão da AMC Pleasure Island Theatres e da abertura dos grandes restaures Rainforest Cafe e Planet Hollywood.

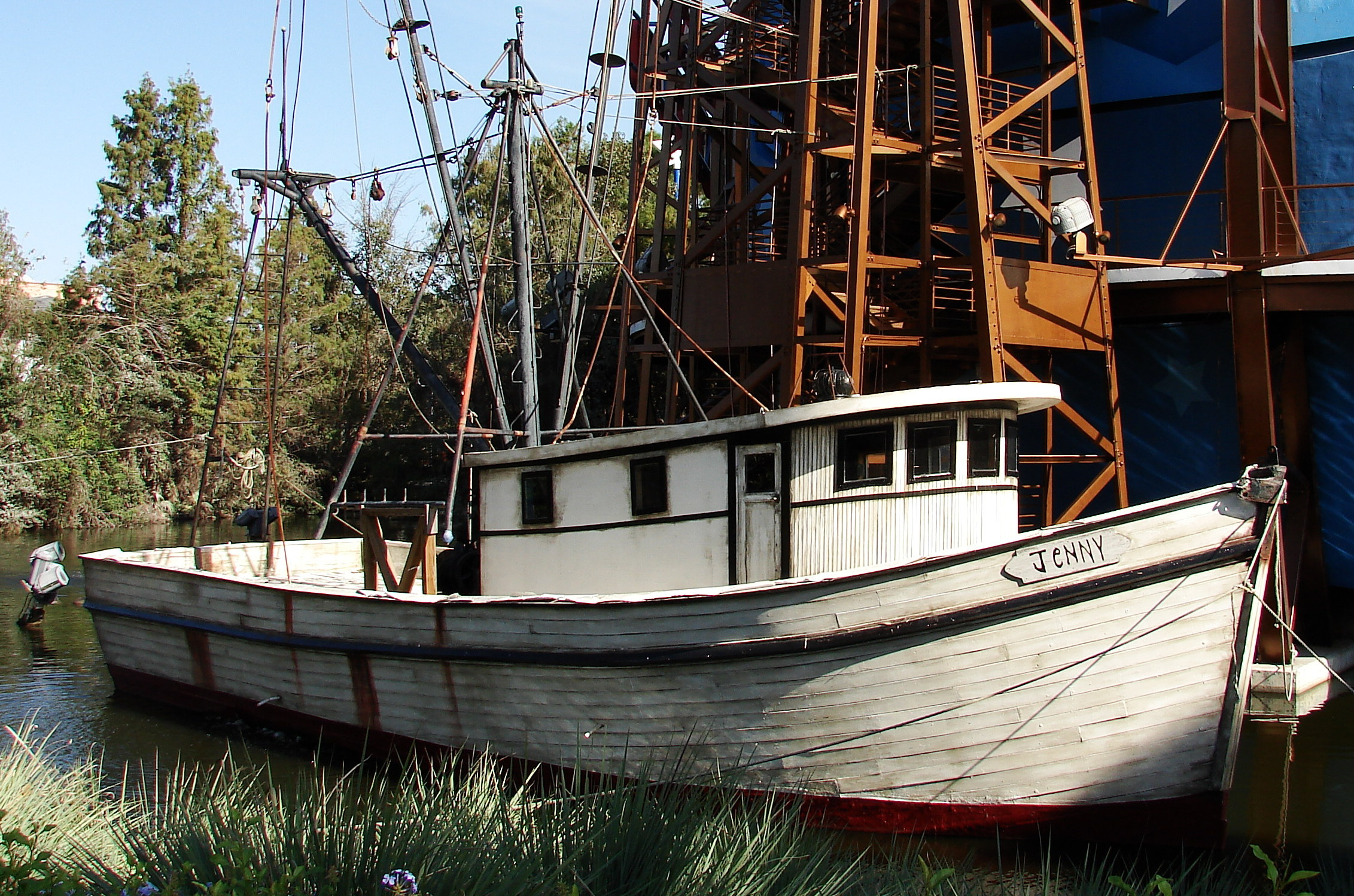
Barco Jenny, de 1994, baseado no filme Forrest Gump

O Downtown Disney ganhou uma irmã na California em janeiro de 2001, com a adição do complexo na Disneylândia. Paris também recebeu um complexo semelhante em 1992 e Tóquio em 2000. Uma nova versão do complexo é esperada na Disneyland Hong Kong nos próximos anos. Em 1996, mais um complexo em Walt Disney World foi criado com os mesmos traços de Downtown Disney, o Disney's BoardWalk Resort.
Pleasure Island começou a se degradar com o tempo, após suas casas noturnas se tornarem gratuitas em 2004. A Disney também percebeu que seus hóspedes não buscavam tantas opções noturnas quando iam passar as férias na Florida, mas sim opções mais voltadas à família. Desta forma, em 27 de setembro de 2008, Pleasure Island fechou suas casas noturnas e passou a oferecer opções de restaurante e compras no lugar. Disney's Boardwalk ainda manteve algumas poucas casas noturnas até os dias de hoje.

### Renovação e mais uma mudança de nome

Em 14 de março de 2013, Walt Disney Parks and Resorts anunciou que Downtown Disney passaria por nova expansão e mudaria de nome para Disney Springs. Uma revitalização e mais opções de restaurante passariam a ser oferecidas no local. O tamanho passará a ser o dobro do tamanho de Downtown Disney. Lojas populares como American Girl e Dior devem abrir filiais em Disney Springs.

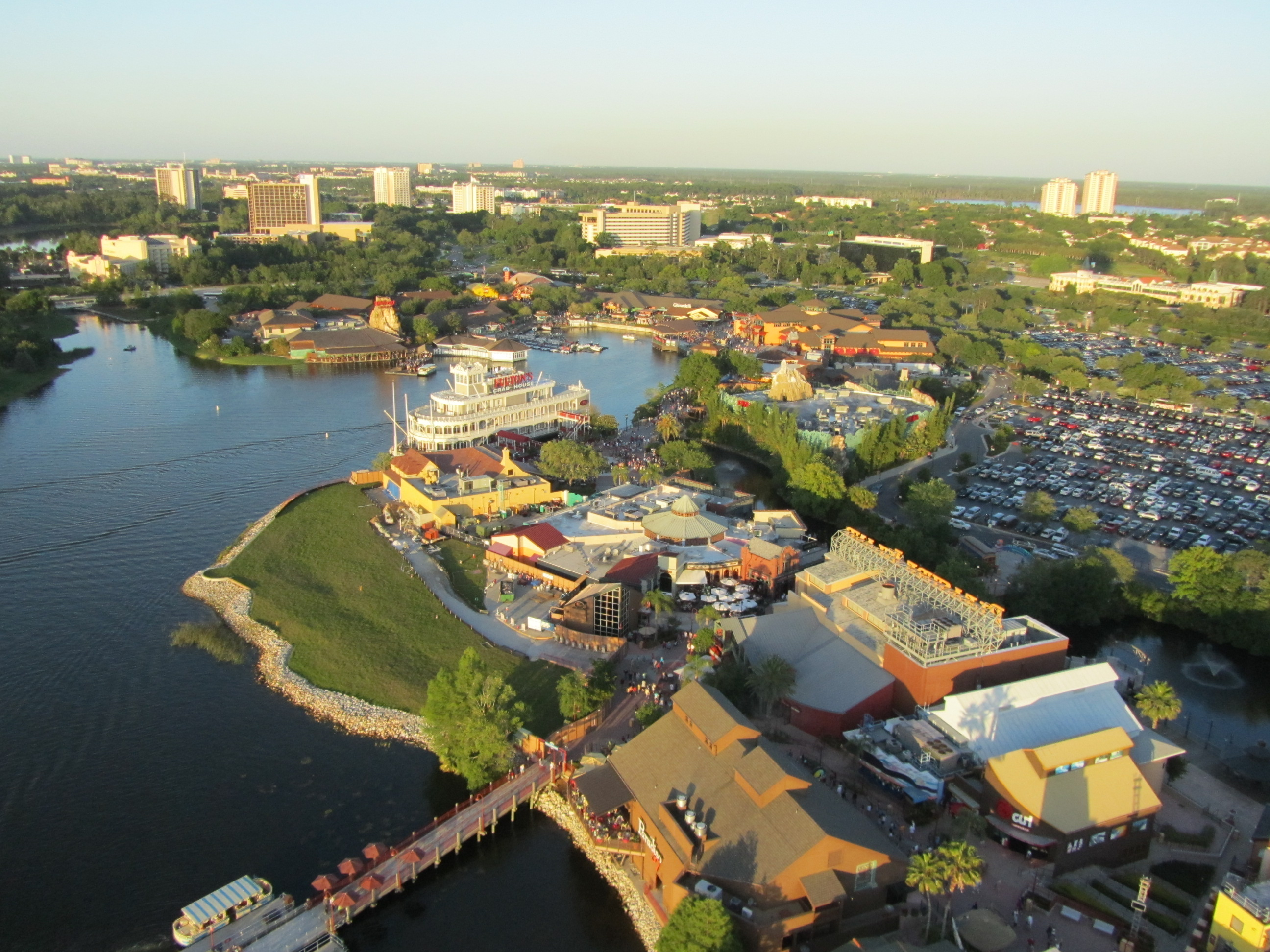
Vista aérea em 2010

O novo centro terá a mudança de nome da Pleasure Island e também terá uma nova área:
- Marketplace
- The Landing (antiga Pleasure Island)
- Town Center
- West Side

Para otimizar a construção e a nova área, dois novos estacionamentos estão sendo construídos e tudo deve estar pronto até o fim de 2016. Planos incluem pontes conectando a àrea ao hotel Disney's Saratoga Springs e uma nova passarela conectando Marketplace à The Landing. A mudança oficial de nome ocorreu em 29 de setembro de 2015.

## Áreas

### Marketplace
Marketplace possui várias lojas e restaurantes. O primeiro restaurante da cadeia Earl of Sandwich está localizado neste local. T-Rex Cafe é um restaurante com decoração da era jurássica também está lá. Uma loja da Lego, a Lego Imagination Center, também está nesta área. Rainforest Cafe, um restaurante que simula uma floresta tropical e a famosa rede de chocolates Ghiradelli também estão em Marketplace.

#### Atrações
- Marketplace Express
- Carousel
- T-Rex Cafe Dinosaur Dig
- Disney Springs Marina

#### Restaurantes
- Earl of Sandwich
- Ghirardelli Soda Fountain & Chocolate Shop
- Starbucks Coffee
- Rainforest Cafe
- T-Rex Cafe
- Wolfgang Puck Express

#### Compras
- Build A Dino by Build-a-Bear Workshop
- Disney's Design-a-Tee presented by Hanes
- Disney's Pin Traders
- Disney's Days of Christmas Shop
- Goofy's Candy Company
- Lego Imagination Center
- Once Upon A Toy
- Marketplace Co-Op
- Tren-D
- World of Disney (maior loja da Disney do mundo)

### The Landing
Área com restaurantes, lojas e atrações. A área é a antiga Pleasure Island, que antigamente era dedicada à casas noturnas. Estas foram fechadas em 2008 para dar lugar a novos restaurantes e lojas.

### West Side

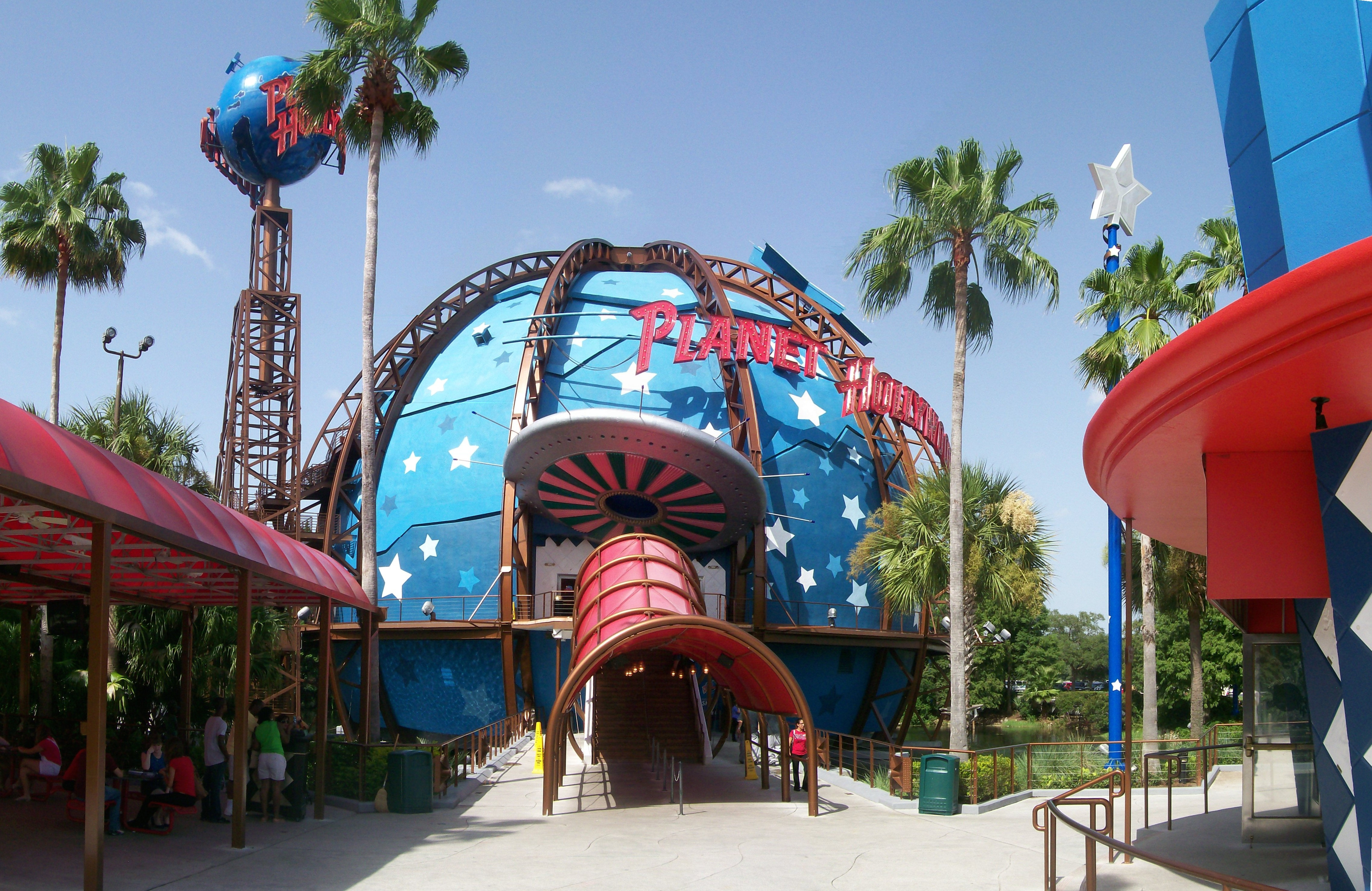
Planet Hollywood em West Side

Esta área possui vários restaurantes de mesa, lojas grandes e locais de entretenimento. Em 12 de maio de 2009, a Virgin Megastore fechou permanentemente e foi substituída pela Ridemakerz store, que foi também fechada posteriormente para dar lugar ao boliche Splitsville. Uma filial do Planet Hollywood inaugurou em 17 de dezembro de 1994. Jenny, o barco usado na gravação de Forrest Gump está localizado nesta área.

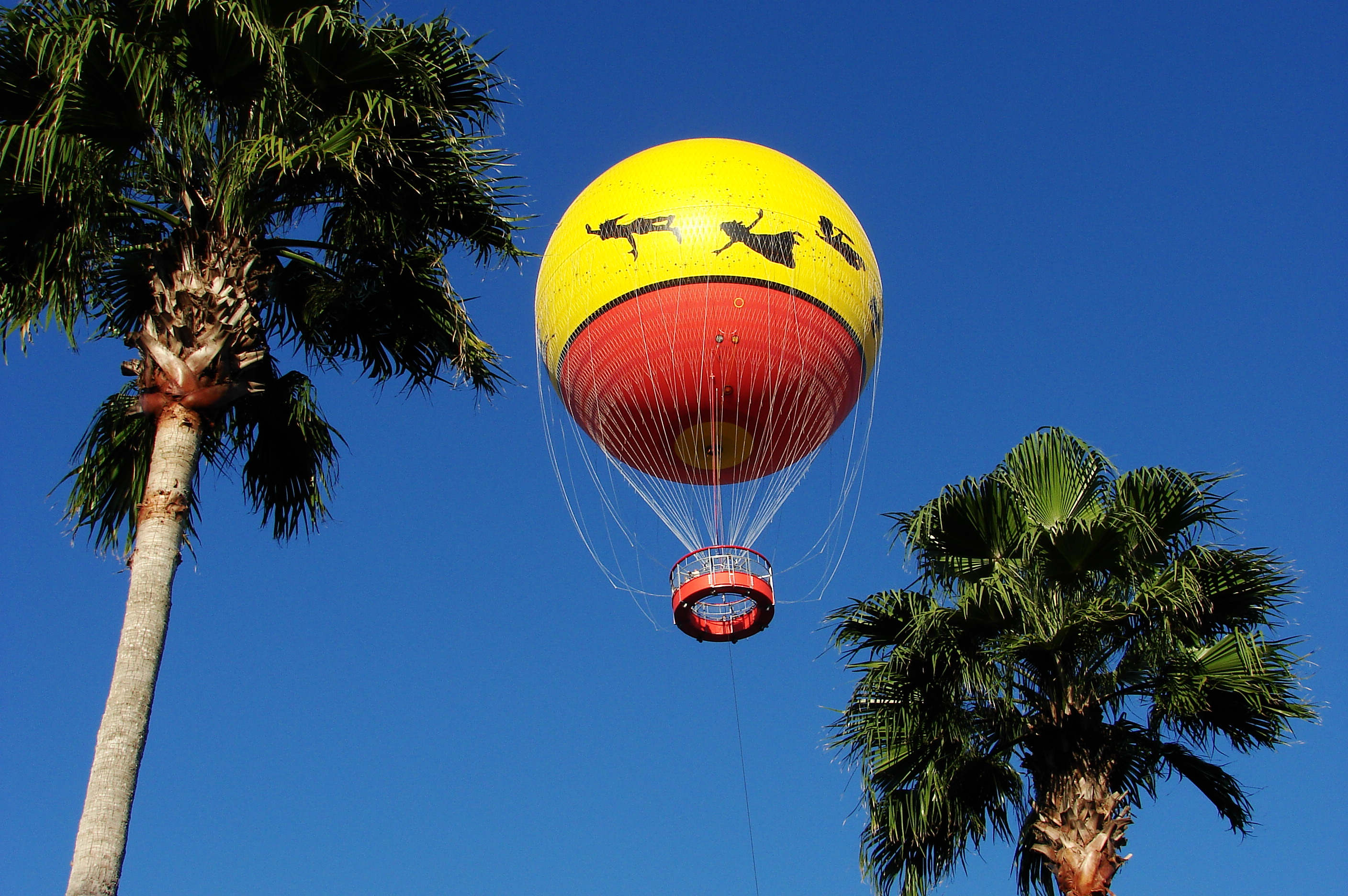
Characters in Flight - um voo de balão em West Side

Characters in Flight abriu em 2009 e é um balão gigante que sobe a 120 metros de altitude e dá ao visitante uma visão 360º de todo o completo Walt Disney World.
O teatro AMC fica nesta área também. Ele foi expandido em 2010 para dar lugar a mais salas de cinema.
O espetéculo permante La Nouba, do Cirque du Soleil também está em West Side, assim como Disney Quest, um espaço para jogo eletrônicos que deve ser fechado em 2016.

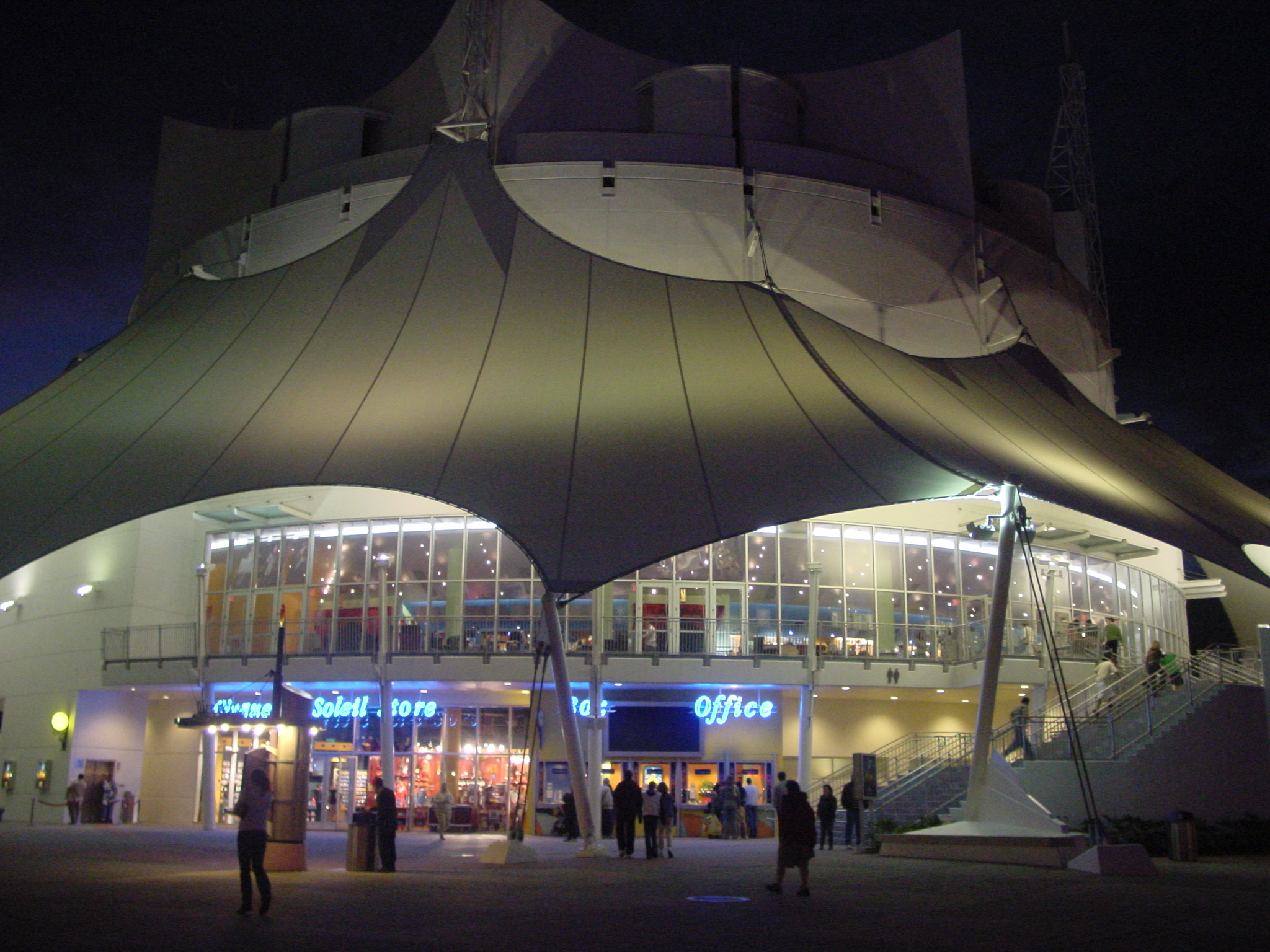
Cirque du Soleil - La Nouba

#### Entretenimento
- AMC Disney Springs
- Characters in Flight
- Cirque du Soleil's La Nouba
- DisneyQuest (será fechado em 2016)
- Splitsville

#### Restaurantes
- Bongos Cuban Cafè
- House of Blues
  - The Smokehouse (dentro da House of Blues)
- Planet Hollywood
- Wolfgang Puck Cafè
- Starbucks Coffee
- Wetzel's Pretzels
- Häagen-Dazs

#### Compras
- Sunglass Hut Flagship Store
- Outras pequenas lojas

#### Fechados
- Virgin Megastore
- Magic Masters
- Magnetron
- LittleMissMatched

### Town Center
Área nova, localizada no lugar do antigo estacionamento, aberta em 2016. Possui diversas lojas com artigos de luxo e novos restaurantes. A arquitetura é de influência espanhola.